# The Plumber (film 1910)
The Plumber è un cortometraggio muto del 1910 diretto da Frank Wilson.

## Produzione
Il film fu prodotto dalla Hepworth.

## Distribuzione
Distribuito dalla Hepworth, il film - un cortometraggio di 122 metri - uscì nelle sale cinematografiche britanniche nel 1910. L'American Kinograph Company lo distribuì negli Stati Uniti il 1º luglio 1910 con il sistema dello split reel: nelle proiezioni, veniva programmato accorpato in un'unica bobina con un altro cortometraggio, The Fresh Air Fiend, una comica prodotta dalla britannica Wrench Films.
Si conoscono pochi dati del film che, prodotto dalla Hepworth, fu distrutto nel 1924 dallo stesso produttore, Cecil M. Hepworth. Fallito, in gravissime difficoltà finanziarie, il produttore pensò in questo modo di poter almeno recuperare il nitrato d'argento della pellicola.